# Bell (Kalifornija)
Bell je grad u američkoj saveznoj državi Kalifornija. Prema popisu stanovništva iz 2010. u njemu je živjelo 35,477 stanovnika.